# Johann Haslinger (Politiker)
Johann Haslinger (* 10. August 1869 in Wopping, Rotthalmünster; † 9. September 1914) war ein deutscher Politiker des Bayerischen Bauernbundes (BBB). Von 1912 bis zu seinem Tod war er Abgeordneter in der bayerischen Kammer der Abgeordneten.